# Павија
Павија (итал. Pavia) град је у северној Италији. Град је средиште истоименог округа Павија у оквиру италијанске покрајине Ломбардија.
Павија је најпознатија као историјска престоница средњовековне лангобардске државе.

## Географија
Павија се налази свега 40 км јужно од Милана, у средишњем делу Падске низије. Град се развио на северној обали реке Тићино, свега пар километара од њеног ушћа у већу реку По. Стога се може рећи да је Павија одувек била речна лука града Милана. Град се налази у равничарском крају, познатом по веома развијеној пољопривреди (вино, пиринач, житарице и млечни производи).

## Историја
Павија се у римско доба називала Тикинум (лат. Ticinum) и представљала је значајно војно упориште у доба Римскога царства. Ту је Одоакар 476. године победио Флавија Ореста након дуге опсаде. Одоакар је казнио град и потпуно га уништио, јер је помагао његовога противника. Орест је побегао до Пјаченце, где га је Одоакар нашао и убио и после тога је свргао његовога сина Ромула Августула. Тај догађај се сматра падом Западнога римскога царства.
У средњем веку име за град је било Папиа (лат. Papia), што је вероватно повезано са папом. Име града је еволуирало до Павија. Под Остроготима Павија је постала утврђење и њихово последње упориште у борби против византијског генерала Велизара. Након лангобардскога освајања Павија је постала њихова престоница - столно место Лангобардске краљевине. Карло Велики је после опсаде заузео Павију јуна 774. године и тада је пала лангобардска краљевина. Павија је остала престоница локалне краљевине и средиште где су се крунисали краљеви.
У 12. веку Павија је постала самостални град. За време политичке борбе гвелфа и гибелина Павија је била средиште гибелина. Деломично је то било и због тога јер је оближњи Милано био стални ривал Павије. Припадала је Ломбардском савезу градова против царске власти. Павија је следећих векова била значајан град. Устала против преимућства све јачег Милана, али коначно је морала 1359. године признати власт Висконтија, владара Миланског војводства. Под Висконтијима Павија је постала интелектуално и уметничко средиште. Тако је 1361. г основан Универзитет у Павији.
Битка код Павије 1525. године била је битка између Француске (удружене са папом) против Карла V, цара Светога римскога царства и краља Шпаније. Павија је током тих Италијанских ратова била на царској (и шпанској страни). У бици код Павије је заробљен француски краљ Франсоа I и Павија се отада до 1713. д. налазила под влашћу шпанских Хабзбурга. После тога Павијом су владали аустријски Хабзбурзи до 1796. године, а онда је Павију заузела Наполеонова француска војска. Поново је од 1815. године до 1859. године под влашћу Хабзбуршке царевине.

## Становништво
Према резултатима пописа становништва 2011. у општини је живело 68.280 становника.
| 1931.  | 1936.  | 1951.  | 1961.  | 1971.  | 1981.  | 1991.  | 2001.  | 2011.  |
| ------ | ------ | ------ | ------ | ------ | ------ | ------ | ------ | ------ |
| 53.453 | 56.122 | 63.683 | 74.962 | 86.839 | 85.029 | 76.962 | 71.214 | 68.280 |

Павија данас има преко 70.000 становника, махом Италијана. Током протеклих деценија у град се доселило много досељеника из иностранства, највише са Балкана.

## Градске знаменитости
- Чертоза или картузијански манастир основан 1396.
- Катедрала основана 1488, а завршена 1898. Висока је 97 m и тређа је по висини у Италији после катедрале Светога Петра и катедрале у Фиренци
- Сан Михел Мађоре, романескна црква је одличан пример ломбардско-романичке архитектуре у Ломбардији. налази се на месту где је пре тога постојала ломбардска црква. Уништена 1004. црква је поново изграђена 1154. У тој цркви је крунисан Фридрих Барбароса 1155.
- Базилика Сан Пјетро ин Сјел Доро, која постоји од 6. века.
- Велики утврђени Висконтијев замак, изграђен 1360.
- Универзитет у Павији, основан је 1361.

## Партнерски градови
- Витлејем
- Вилњус
- Хилдесхајм
- Безансон
- Хирмил
- Закинтос
- Вуху
- Балашађармат

## Галерија
- Црква манастира Ћертоза
- Црква Сан Михел Мађоре
- Катедрала у Павији
- Здање Колегијума Боромео у Павији